# 北参道駅
北参道駅（きたさんどうえき）は、東京都渋谷区千駄ヶ谷四丁目にある、東京地下鉄（東京メトロ）副都心線の駅である。駅番号はF 14。

## 概要
現在の副都心線が13号線として計画された当初、明治通り・千駄ヶ谷地区に駅が設置される予定はなかったが、渋谷区などの要望によって1999年（平成11年）5月に設置許可がなされて設置が実現した。駅名の仮称は「新千駄ヶ谷」であったが、近隣にある明治神宮の北参道や明治通りの「北参道交差点」から、「北参道駅」の名称が採用された。なお、北参道の交差点下には、2000年に開通した都営地下鉄大江戸線が通っているが、代々木駅との距離が近いため乗換駅は新設されなかった（大江戸線の当初の計画から駅の設置予定はなかった）。
明治通りから明治神宮の北参道鳥居まで続く道はかつて、表参道に対して「裏参道」と呼ばれていた。また、北参道交差点は1950年代まではロータリー交差点となっており、ロータリーの中央には大きなケヤキの木があって風情を添えていたが、首都高速道路4号新宿線の建設や交通量の増加などから現在の状態に改められた。

## 歴史
- 2008年（平成20年）6月14日：副都心線の開通と同時に開業[1][2]。

## 駅構造
島式ホーム1面2線を有する地下駅。可動式ホーム柵と可動ステップが設置されている。
明治通りの直下、千駄ヶ谷三丁目西交差点付近に位置する。駅は地表から約16mと副都心線の新規開業区間では浅い所にある。

### のりば
| 番線 | 路線     | 行先                       |
| ---- | -------- | -------------------------- |
| 1    | 副都心線 | 渋谷方面                   |
| 2    | 副都心線 | 和光市・森林公園・飯能方面 |

（出典：東京メトロ:構内図）

### 発車メロディ
開業当初からスイッチ制作の発車メロディ（発車サイン音）を使用している。
曲は1番線が「ぐるぐる」（谷本貴義作曲）、2番線が「プラット散歩2」（福嶋尚哉作曲）である。

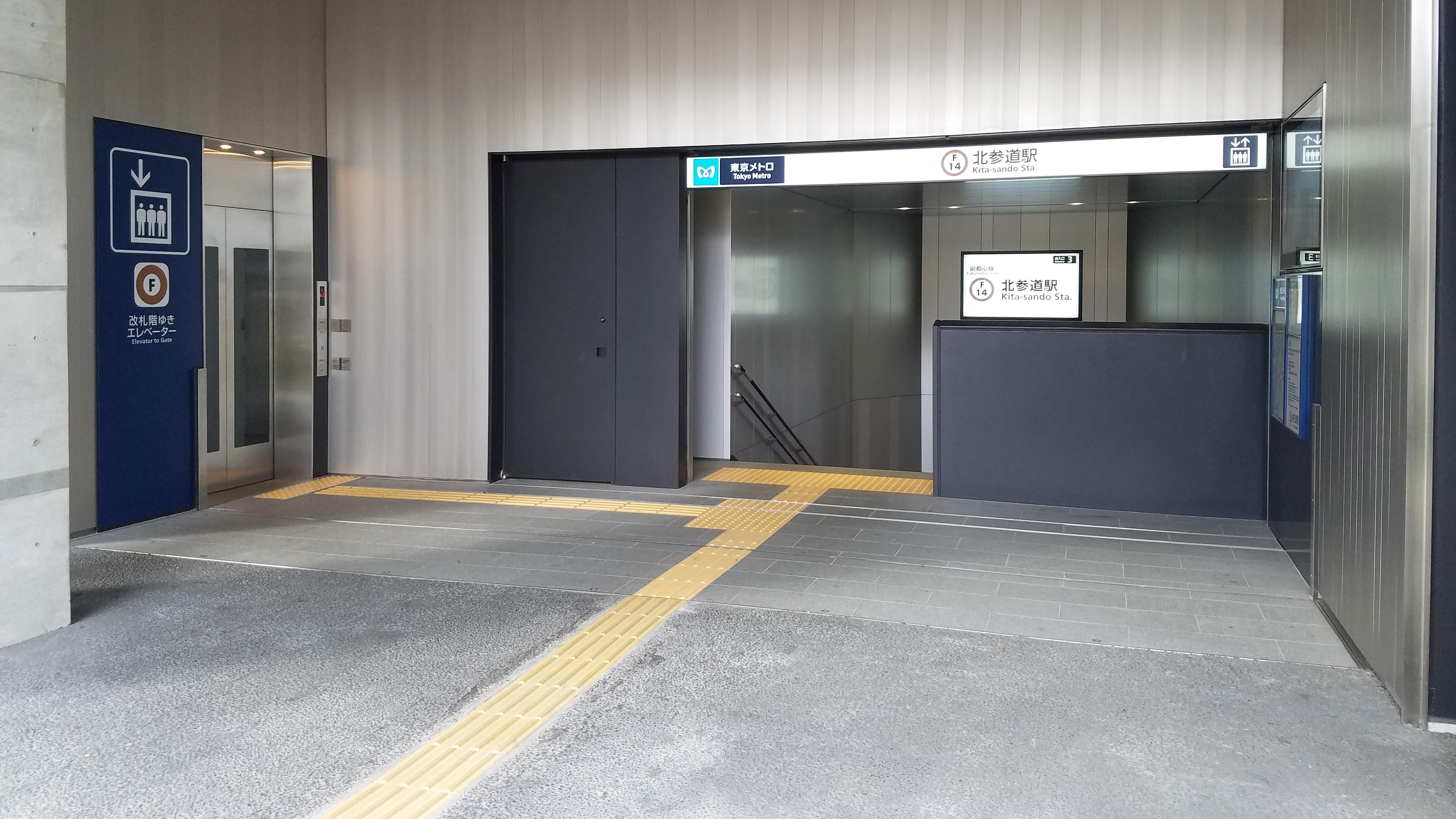
3番出入口（2017年8月）
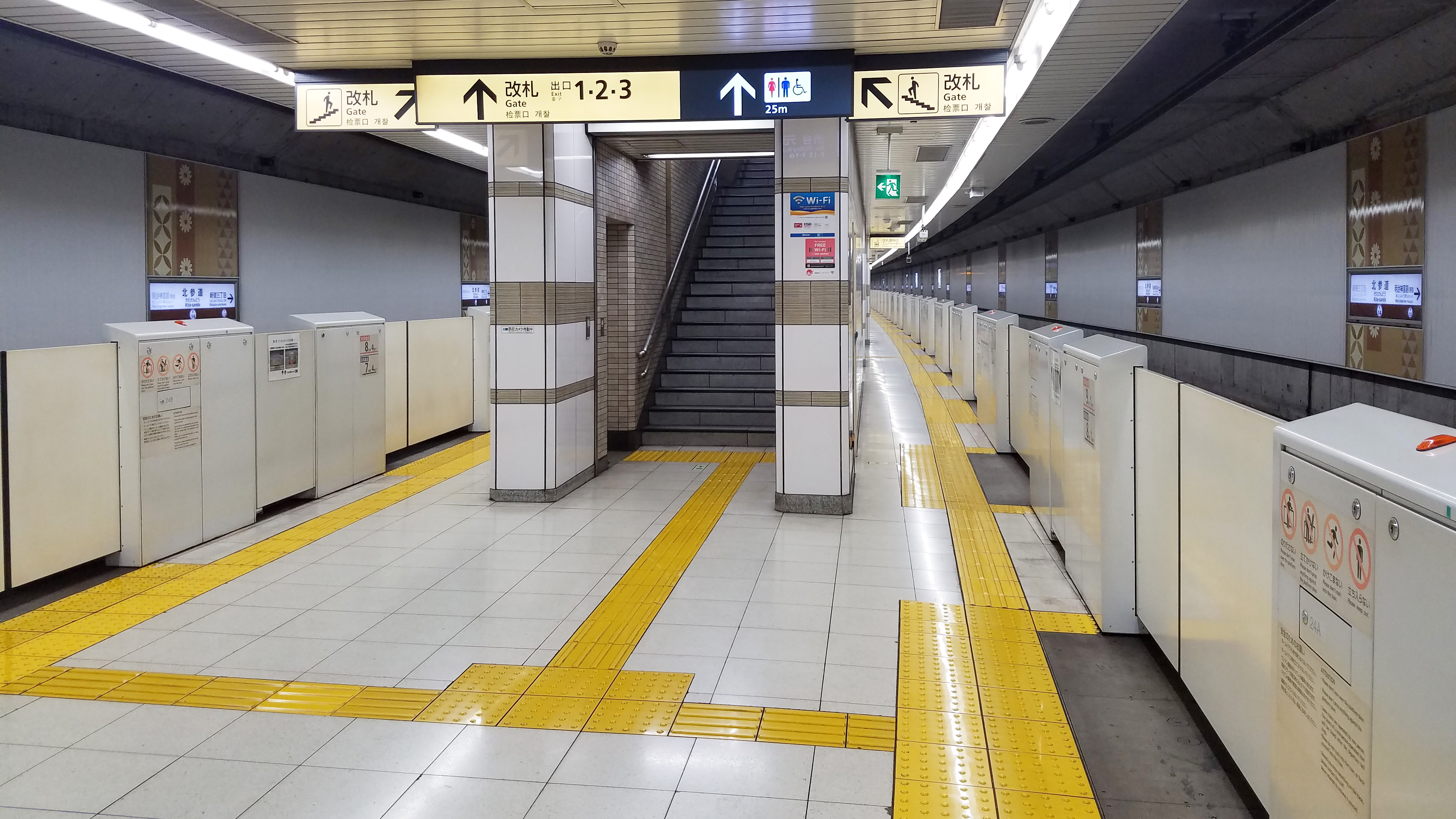
ホーム（2017年8月）

## 利用状況
2024年度の1日平均乗降人員は23,768人であり、東京メトロ全130駅中122位。
開業以来の1日平均乗降・乗車人員推移は下表の通りである。
| 年度               | 1日平均 乗降人員 | 1日平均 乗車人員 | 出典     |
| ------------------ | ---------------- | ---------------- | -------- |
| 2008年（平成20年） | 10,606           | 5,388            | [ * 1 ]  |
| 2009年（平成21年） | 12,029           | 6,041            | [ * 2 ]  |
| 2010年（平成22年） | 13,065           | 6,512            | [ * 3 ]  |
| 2011年（平成23年） | 13,183           | 6,577            | [ * 4 ]  |
| 2012年（平成24年） | 14,376           | 7,140            | [ * 5 ]  |
| 2013年（平成25年） | 18,327           | 9,134            | [ * 6 ]  |
| 2014年（平成26年） | 20,245           | 10,085           | [ * 7 ]  |
| 2015年（平成27年） | 21,942           | 10,932           | [ * 8 ]  |
| 2016年（平成28年） | 23,051           | 11,501           | [ * 9 ]  |
| 2017年（平成29年） | 23,969           | 11,986           | [ * 10 ] |
| 2018年（平成30年） | 24,355           | 12,181           | [ * 11 ] |
| 2019年（令和元年） | 24,879           | 12,456           | [ * 12 ] |
| 2020年（令和02年） | 17,386           |                  |          |
| 2021年（令和03年） | 18,739           |                  |          |
| 2022年（令和04年） | 20,737           |                  |          |
| 2023年（令和05年） | 22,635           |                  |          |
| 2024年（令和06年） | 23,768           |                  |          |

備考
1. 1 2  2008年6月14日開業。開業日から翌年3月31日までの計291日間を集計したデータ。

## 駅周辺
駅西方に明治神宮があり、少し離れて北東方には新宿御苑、東方には明治神宮外苑がある。アパレルメーカーなどの事業所やマンションが比較的多く立地する。
当駅は乗換駅ではないが、JR東日本代々木駅までは1番出入口から徒歩5分程度である。千駄ケ谷駅も徒歩10分程度の距離である。

### 1番出入口
北側の出入口。
- 渋谷区役所千駄ヶ谷出張所
- 渋谷区立鳩森小学校
- 渋谷区立鳩森幼稚園
- 神社本庁
- パークコート神宮北参道 ザ タワー
- 明治神宮（北参道口）
- 幻冬舎
- 日本共産党本部
  - 東京勤労者医療会代々木診療所
- しんぶん赤旗編集局
- 新日本出版社本社
- 修養団SYDビル
  - 修養団
  - SYDホール
  - フジタ本社
- 大京本社
- 新宿御苑（千駄ヶ谷門）
- 国立能楽堂
- 渋谷千駄ヶ谷郵便局
- 代々木駅
- 小田急小田原線南新宿駅

### 2番出入口
南側の出入口。IBFプランニングビル内。
- 渋谷区立千駄谷小学校
- 渋谷区立原宿外苑中学校
- 渋谷区千駄ヶ谷区民会館
- 渋谷区千駄ヶ谷社会教育館
- 渋谷区千駄ヶ谷敬老館
- 東京勤労者医療会本部
  - 代々木病院
- 日本将棋連盟東京・将棋会館
- ファイブフォックス本社
- サザビーリーグ本社
- スターバックスコーヒージャパン本社
- 婦人民主クラブ
- 東京体育館
- 国立競技場（公式なアナウンスはないが利用可能な範囲）
- 津田塾大学千駄ヶ谷キャンパス
- 千駄ケ谷駅
- 都営地下鉄大江戸線国立競技場駅
- オーケー 千駄ヶ谷店
- 成城石井 千駄ヶ谷店

### 3番出入口
コープ共済プラザ内。
- 日本コープ共済生活協同組合連合会

## バス路線
都営バスの北参道停留所とコミュニティバス「ハチ公バス」の北参道交差点停留所が近くにある。
北参道
- 都営バス
  - 池86：渋谷駅東口（循環） / 池袋駅東口行・池袋サンシャインシティ行・早稲田行

北参道交差点
- 渋谷区（東急バスに運行委託）
  - ハチ公バス神宮の杜ルート：参宮橋駅・代々木駅方面/明治神宮前駅・渋谷駅方面

## 隣の駅
東京地下鉄（東京メトロ）
 副都心線

■急行・■通勤急行
通過
■各駅停車
新宿三丁目駅 (F 13) - 北参道駅 (F 14) - 明治神宮前〈原宿〉駅 (F 15)